# Liste der Schiffe der United States Navy/Y
- USS Yacal (YFB-688)
- USS Yacona (SP-617, AOG-45)
- USS Yahara (AOG-37)
- USS Yakutat (AVP-32)
- USS Yale (1889, 1906)
- USS Yamacraw (ARC-5)
- USS Yanaba (YTB-547)
- USS Yancey (AKA-93)
- USS Yanegua (YTB-397)
- USS Yank (SP-908)
- USS Yankee (1861, 1892)
- USS Yankton (1898)
- USS Yano (AKR-297)
- USS Yantic (1864)
- USS Yapashi (YTB-531)
- USS Yaquima (YT-171)
- USS Yarborough (DD-314)
- USS Yarnall (DD-143, DD-541)
- USS Yarrow (SP-1010)
- USS Yatanocas (YTB-544)
- USS Yaupon (ATA-218)
- USS Yavapai (LST-676)
- USS Yazoo (1865, AN-92)
- USS Yazoo (1865)
- USS Yeaton (WPC-156)
- USS Yellowstone (1917, AD-27, AD-41)
- USS Yew (YN-37)
- USS Yo Ho (SP-463)
- USS Yokes (APD-69)
- USS Yolo (LST-677)
- USS Yonaguska (YT-195)
- USS York (CL-1)
- USS York County (LST-1175)
- USS Yorktown (1839, PG-1, CV-5, CV-10, CG-48)
- USS Yosemite (1892, 1894, CM-2, AD-19)
- USS Young (DD-312, DD-580)
- USS Young America (1861)
- USS Young Rover (1861)
- USS Youngstown (CL-94)
- USS Yourasovski (1899)
- USS Yucca (1864, AT-32, IX-214)
- USS Yukon (AF-9, AOT-152, T-AO-202)
- USS Yuma (1865, YT-37, AT-94, YTM-748)
- USS Yurok (ASR-19)
- USS Yustaga (ASR-20)